# Karl Wieghardt
Karl Wieghardt (Bergeborbeck, Essen, 21 de junho de 1874 – Dresden, 10 de junho de 1924) foi um matemático alemão.

## Obras selecionadas
- Über die statik ebener fachwerke mit schlaffen stäben. (Dissertation, Göttingen) Druck der Dieterich’schen Univ. Buchdruckerei (W.F. Kaestner), Göttingen 1903, OCLC 23618701.
- Über das Spalten und Zerreißen elastischer Körper. 1907.
- Theorie der Baukonstruktionen II: Speziellere Ausführungen. In: Encyklopädie der mathematischen Wissenschaften Band IV-4, Heft 5, OCLC 25258425.
- Über Spannungsverteilungen in Balken und Eisenbeton. 1908.
- Über einige einfache, aber weniger bekannte Sätze aus der Statik der Fachwerke. 1915.
- Balken auf nachgiebiger Unterlage. 1922.